# Thunnus thynnus
Il tonno rosso (Thunnus thynnus Linnaeus, 1758) è un grande pesce pelagico appartenente alla famiglia Scombridae. È conosciuto anche come tonno pinna blu.

## Distribuzione e habitat
Questa specie è diffusa nelle acque tropicali, subtropicali e temperate dell'Oceano Atlantico, del mar Mediterraneo e del Mar Nero meridionale. Non frequenta acque a temperature inferiori ai 10 °C.

Frequenta soprattutto le acque al largo e si avvicina alle coste solo in determinati periodi dell'anno (diversi da luogo a luogo) ed in determinati punti, di solito nei pressi di isole o promontori. A causa della pesca intensiva è a rischio di estinzione e rientra nella lista rossa di Greenpeace, che segnala le specie marine più sensibili sconsigliandone il consumo.

## Descrizione
Ha corpo massiccio, fusiforme, con peduncolo caudale sottile, provvisto di 7-10 paia di pinnule e di una carena longitudinale. Le pinne dorsali sono due, ravvicinate, la prima abbastanza lunga ed alta nella parte anteriore, la seconda triangolare, breve e simmetrica alla pinna anale. Le pinne pettorali sono corte (nell'affine alalunga sono invece molto lunghe); le pinne ventrali sono corte. La pinna caudale è ampia e falcata. Le pinne pari e le ventrali durante il nuoto sono tenute chiuse ed alloggiate all'interno di incavature, permettendo al pesce di mantenere un profilo perfettamente idrodinamico. I denti sono piccoli ma disposti in tutta la bocca. Le scaglie sono molto piccole, ma coprono tutto il pesce.

Il colore è blu acciaio scuro sul dorso, talvolta quasi nero. Il ventre ed i fianchi sono bianco-argentei, talvolta con macchie più chiare indistinte nella parte inferiore. Le pinnule sono gialle, le altre pinne grigie, tranne la seconda dorsale che è rosso-bruna.
Si tratta di uno dei più grandi pesci del Mediterraneo: supera i 3 m di lunghezza e la maggior parte degli esemplari pesa intorno ai 250 kg, anche se è stato registrato il record di un tonno rosso pesante 725 kg.

## Alimentazione
Basata su pesci, soprattutto clupeidi come le sardine e le alacce. Si nutre anche di cefalopodi pelagici.

## Riproduzione

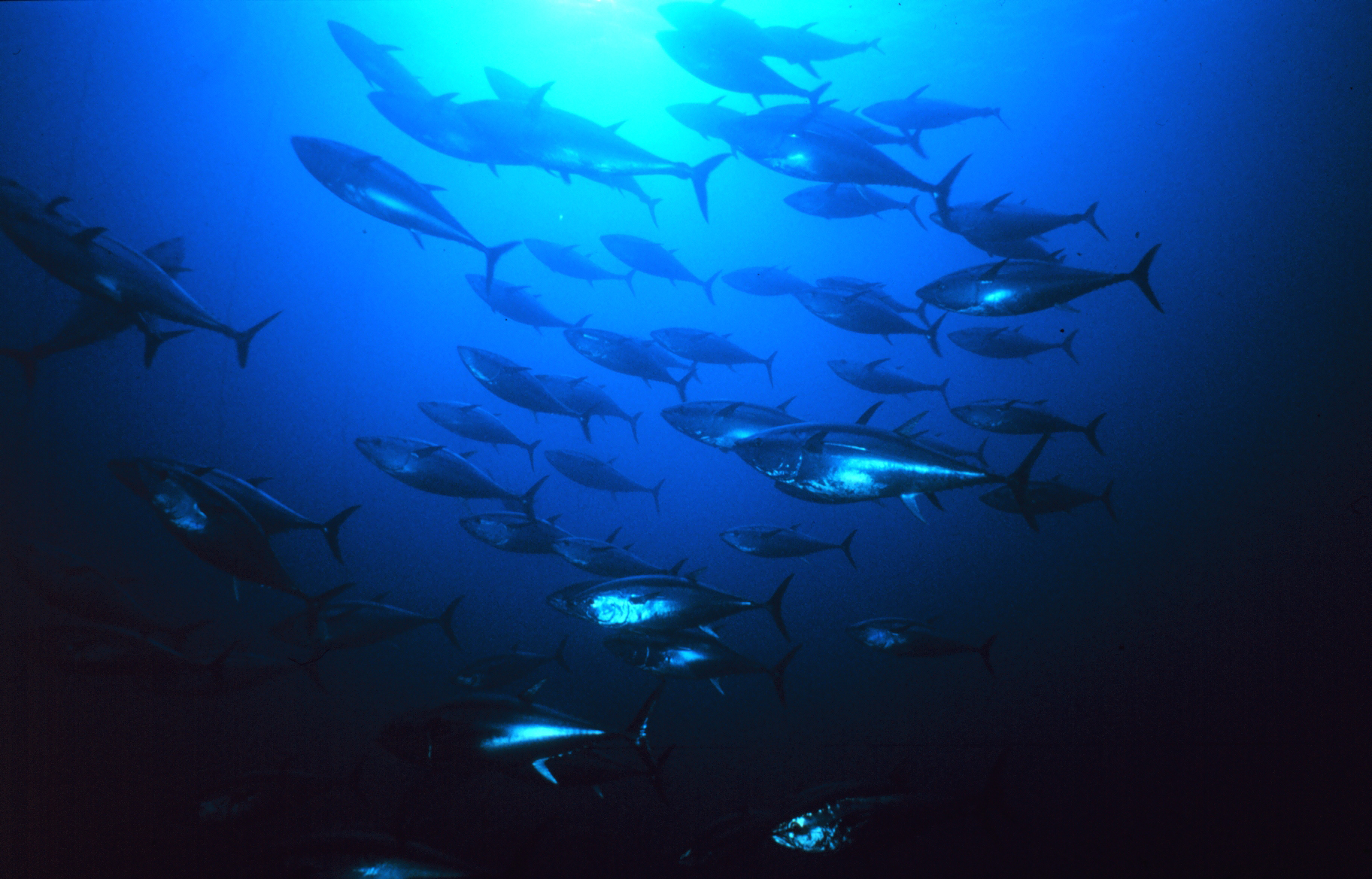
Banco di tonni rossi a Favignana.

La deposizione delle uova avviene nel periodo estivo in acque leggermente più vicine alle coste rispetto a quelle frequentate negli altri periodi. Le uova sono pelagiche, così come le larve, che nei primi stadi portano alcune lunghe spine sull'opercolo branchiale. L'accrescimento è rapidissimo: ad un anno il pesce misura circa 70 cm e pesa da 3 a 5 kg. L'animale raggiunge la maturità sessuale a 2-4 anni, quando è lungo circa 1 m e pesa non meno di 15 kg.

## Migrazioni
I tonni passano da una fase erratica, durante la quale si muovono in piccoli gruppi poco densi, composti di pesci della stessa taglia, per poi riunirsi, in gruppi più fitti, durante la fase gregaria, che coincide con l'inizio della stagione riproduttiva. In questo momento i tonni migrano verso le aree di riproduzione in banchi numerosi. Le migrazioni dei tonni tendono a passare dagli stessi luoghi e negli stessi periodi, consentendo quindi l'installazione di impianti fissi di pesca che prendono il nome di tonnare.
I tonni rossi vivono la maggioranza della vita nell'Atlantico settentrionale, in primavera però si riuniscono in grandi gruppi e migrano verso il Mediterraneo dove si riproducono (detti "tonni di andata"), in autunno tornano nell'oceano ("tonni di ritorno"). Durante questo viaggio non mangiano e perciò le carni dei tonni di entrata sono più grasse e gustose di quella dei tonni di uscita, per questo la pesca avviene soprattutto in tarda primavera, quando cioè è possibile catturare esemplari la cui carne ha un maggiore valore commerciale.
In realtà pare però che non tutti i tonni migrino, sembra infatti che esistano anche delle popolazioni stanziali sia in Mediterraneo che in Atlantico, quelle mediterranee d'inverno tendono ad inabissarsi.

## Predatori
È preda di grandi squali, soprattutto della famiglia Lamnidae (come lo squalo bianco), ed anche di grandi cetacei.

## Pesca

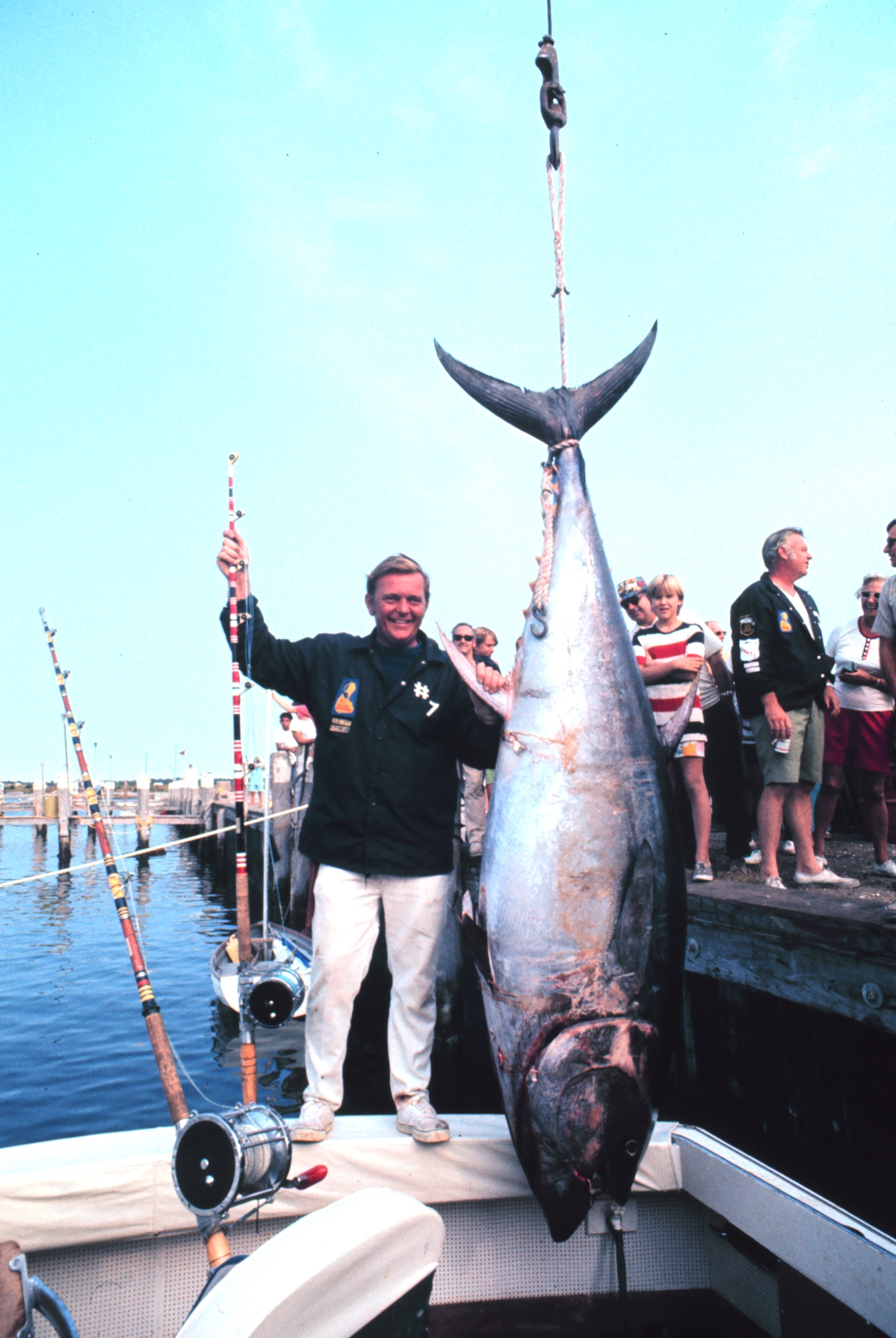
Esemplare poco dopo la cattura

Questo pesce ha un'enorme importanza commerciale e viene insidiato con una miriade di tecniche, come la tradizionale mattanza nella tonnara, le reti da circuizione, i palamiti e la fiocina. I pescatori sportivi lo catturano a traina. Si è successivamente espansa molto la pesca sportiva catch and release con tecnica spinning, molto adrenalinica.
La sua carne è molto ricercata, in special modo dai giapponesi per preparare il sashimi e il sushi. Data la scarsità della materia prima e il suo prezzo, solo poche aziende artigianali usano le carni del tonno rosso per la conserva sott'olio tradizionale. A volte viene sostituito con specie congeneri, come il più economico e meno pregiato tonno pinna gialla. Le sue carni sono molto nutrienti (100 grammi di parte edibile contengono il 23,3% di proteine e il 4,9% di grassi). La parte più pregiata è la cosiddetta ventresca, prodotta con la regione attorno alla cavità addominale del pesce.

## Conservazione
In seguito alla sovrapesca, alla quale è stato soggetto nel Mediterraneo (suo luogo di riproduzione), gli stock si sono vistosamente ridotti e per tal motivo alcune nazioni come la Francia (tra i maggiori produttori di tonno rosso del Mediterraneo) intendono agire nel senso di regolamentarne, se non impedirne, la caccia. A questo fine, in Europa sono stati fissati come parametri minimi di cattura il peso di 30 kg o la lunghezza di 1,15 m. È necessario avere una specifica autorizzazione per la pesca del tonno rosso ed ai pescatori sportivi non è consentito catturare più di un esemplare per bordata.
I maggiori consumatori attuali sono i giapponesi che dal dopoguerra hanno cominciato la moda di cibarsi di questo pesce prima considerato scarto, comprano circa l'80% del tonno mediterraneo. Il costo al chilogrammo a Tokyo ha raggiunto i 694 euro, quando in data 5/1/2011 un tonno rosso da 432 chili è stato venduto all'asta del mercato del pesce della capitale giapponese per 300.000 euro.
In data 11/3/2010 il Coreper, comitato dei rappresentanti permanenti dei 27 paesi membri dell'UE, ha raggiunto a Bruxelles un accordo per la messa al bando del commercio internazionale del tonno rosso. La pesca è stata vietata in anticipo il 1º giugno 2010.
L'ultimo record per il prezzo del tonno rosso al chilogrammo risale al 05-01-2012: presso Tsukiji, a Tokyo, è stato battuto all'asta un esemplare di 269 kg a circa 2100 euro/kg, per un totale di 565 000 euro
La prima asta del 2013 al mercato del pesce di Tsukiji, sulla baia di Tokyo e il più grande al mondo, non ha deluso le attese, immune da qualsiasi crisi economica: un tonno rosso del peso di 222 kg è stato battuto in mattinata al prezzo record di 155,4 milioni di yen (circa 1,3 milioni di euro), pari a 700.000 yen al chilo. Durante la prima asta dell'anno 2016, al mercato Tsukiji di Tokyo, un tonno pinna blu di 200 kg. è stato venduto all'asta per 14 milioni di yen (pari a correnti 109.000 euro).

### Parti del tonno
- Bottarga
- Buzzonaglia o busonaglia
- Mosciame
- Tarantello
- Lattume
- "Polmonello"
- Cuore di tonno
- Scapece o maccarone
- Ventresca